# 웸블리 아레나
웸블리 아레나(Wembley Arena), 스폰서 공식 명칭으로 웸블리 SSE 아레나 (The SSE Arena, Wembley)는 영국 런던 웸블리에 있는 실내 체육관이다. 2012년 하계 올림픽에서는 배드민턴과 리듬체조 경기장으로 사용되었다. 내부 객석수는 총 12,500석으로 The O2에 이어 런던 최대의 실내 아레나로 꼽힌다.

## 역사

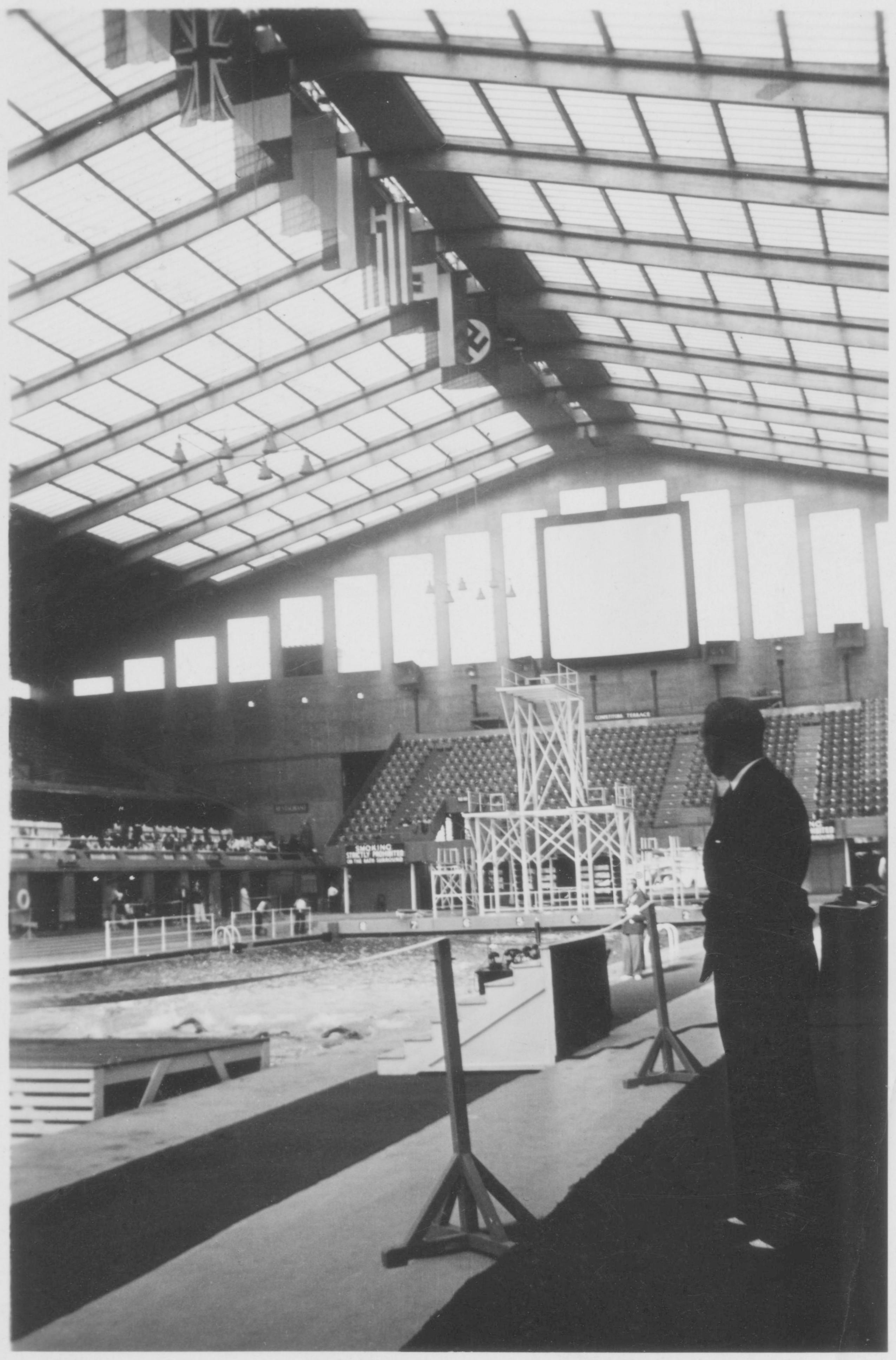
1938년 유럽 수영 선수권대회 당시의 웸블리 엠파이어 수영장

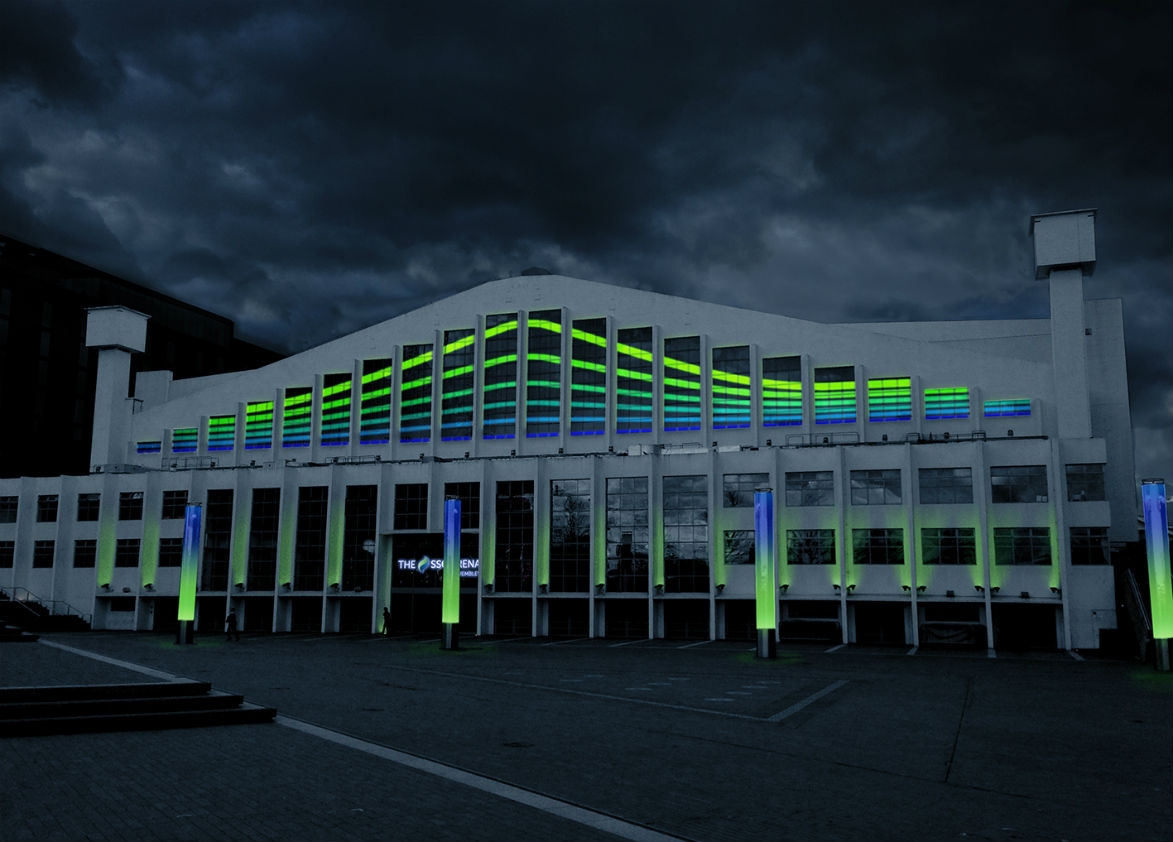
SSE 로고의 색깔로 꾸며진 아레나

웸블리 아레나는 1934년 대영제국 경기대회의 개최장소로 아서 엘빈의 기획 하에 지어졌다. 원래는 수영장이 들어설 건물로 설계됐고 이름도 '엠파이어 수영장' (Empire Pool)로 붙여졌다. 전쟁이 끝난 뒤 1948년 하계 올림픽의 수영장으로도 사용되었으며, 수영장 외에도 콘서트, 희극, 가족 오락시설과 스포츠 시설로도 이용되어 왔다.
1960년대 중반에는 《뉴 뮤지컬 익스프레스》 주관 투표 1위 콘서트를 해마다 열기도 했다. 이렇게 웸블리 풀에서 콘서트를 진행한 주요 뮤지션으로는 비틀즈 (3번 공연), 티렉스 (링고 스타가 감독한 다큐멘터리 <Born to Boogie>는 1972년 당시의 엠파이어 수영장을 담고 있다), 데이비드 보위, 클리프 리처드와 더 섀도스, 몽키스, 홀리스, 더스티 스프링필드, 조 브라운과 더 브루버스, 롤링 스톤스, 핑크 플로이드 (1977년 인더 플래시 투어에서 공연), 그레이트풀 데드, 스테이터스 쿠오, 더 후, 데이브 디 클럽 외 다수이며 이들 공연마다 만 명 이상의 관람객을 끌어모았다. 이 당시 공연이 끝나고 나면 유명인사를 진행자로 무대에 세우고 상을 전해주었다. 예컨대 비틀즈 같은 경우에는 배우 로저 무어와 클리프 리처드가 사회자로 나섰다. 이들 공연은 그대로 촬영되어 나중에 텔레비전으로 중계되었다.
2000년대 들어서는 웸블리 공원구역이 재개발되면서 웸블리 스타디움과 함께 웸블리 아레나도 재건축을 거쳤다. 공사 비용은 3500만 파운드에 달했으며, 수년간의 공사 끝에 2006년 4월 2일 대중에 공개되었다. 재개장 후 첫 공연은 영국의 일렉트로닉 밴드 디피치 모드의 콘서트였다.
2013년 9월에는 AEG 팩실리티가 15년간 웸블리 아레나를 운영하는 계약을 맺었다는 소식이 전해졌다. 2014년 6월 1일에는 SSE 공공유한회사가 10년 동안 웸블리 아레나의 스폰서 명칭 권리를 확보하면서 'SSE 아레나' (The SSE Arena)로 이름을 바꾸게 되었다.

## 교통
웸블리 SSE 아레나는 런던 지하철의 웸블리 파크 역에서 올림픽 길따라, 웸블리 센트럴 역에서 화이트 호스 교를 따라 찾아갈 수 있다. 센트럴 역 같은 경우에는 지하철은 물론 런던 오버그라운드, 런던 미들랜드, 서던 선도 연결되어 편리하다. 웸블리 스타디움 역에서 런던 메릴본 역과 버밍엄 역으로 가는 칠턴 철도의 열차편도 있다. 아레나 외부로는 92번 버스가 바로 정차한다.
웸블리 아레나 외부의 주차시설은 웸블리 스타디움과 공유하고 있는데, 웸블리 스타디움 동부를 둘러싼 야외 주차장과 다층 주차장이 있으며 각각 그린 카 파크와 레드 카 파크라고 부른다. 또 그린 카 파크에는 장애인용 주차장도 있으며 첫 방문객에게는 주차요금을 할인해준다.